# Малый Ивер
Малый Ивер — упразднённое в 1955 году село в Свободненском районе Амурской области России. Ныне урочище на территории муниципального образования Нижнебузулинский сельсовет и Иверского комплексного заказника областного значения.

## География
Малый Ивер стоял в стрелке речушек Грязнушки и Козьего Ключа, в 10 км от Большого Ивера и в 27 км от Нижних Бузулей

## Топоним
Название попарное: соседние сёла Малый и Большой Ивер.

## История
Основан в 1926 году выходцами из Белоруссии (современная Гомельская область).
Исключён из учётных данных в 1955 году; жители выехали в соседние Свободный, Бардагон, Нижние Бузули

## Известные уроженцы, жители
- Моисеев, Михаил Алексеевич (1939—2022) — советский и российский военачальник, генерал армии (1989). Начальник Генерального штаба Вооружённых сил СССР — первый заместитель Министра обороны СССР (1988—1991), исполняющий обязанности Министра обороны СССР (22—23 августа 1991 года).

## Инфраструктура

### Экономика
Было личное подсобное хозяйство, сорок дворов. Народные промыслы, рыболовство, охота, домашнее скотоводство.

## Транспорт
Село находилось в труднодоступном и удалённом месте, без развитой дорожной сети. Село было связано просёлочной дорогой с Большим Ивером на севере и Нижними Бузулями на юго-западе